# Cuchillas del Toa
Cuchillas del Toa (deutsch ‚Hügelkette Toa‘) eine Gebirgs- und Meeresregion von Kuba und als solches seit 1987 ein Biosphärenreservat.
Es befindet sich im östlichen Teil des Landes, hauptsächlich in der Provinz Guantánamo, und reicht nach Norden in die Provinz Holguín. Der größte Teil des Reservats befindet sich im Einzugsgebiet des Río Toa, der an der kubanischen Ostküste bei Baracoa in den Atlantischen Ozean mündet.
Das Reservat, das auch durch die IUCN als Schutzgebiet eingestuft wurde, erstreckt sich über 2083,05 km² Land- und Meeresfläche und umgibt den Alexander-von-Humboldt-Nationalpark.
In Cuchillas del Toa liegt auch der Tafelberg El Yunque, mit dem Salto Fino der größte (300 Meter tiefe) Wasserfall der Karibik und die Große Höhle von Moa (Gran Caverna de Moa). Das Karst der großen Höhle von Moa ist eines der fünf Naturdenkmäler des Landes und eines der großen Höhlensysteme in Ostkuba.

## Flora und Fauna
Cuchillas del Toa gilt auf Kuba als eines der Hauptzentren für Artenvielfalt und Endemismus aufgrund seiner wechselnden Vegetation mit Kiefernwäldern, Nebelwäldern, Dornstrauchvegetation, Mangroven und Korallenriffen. 928 endemische Pflanzenarten sind dort vorhanden; darunter die der Steineiben und Drachenbäume.
In Cuchillas del Toa leben unter anderem gefährdete Tierarten wie der Kubabanische Elfenbeinspecht (Campephilus principalis bairdii), der Kubaweih, der Kubanische Schlitzrüssler und der Kubahabicht (Accipiter gundlachi). Weniger gefährdet sind der Kubatrogon, der Langschnabelweih (Chondrohierax uncinatus) und der Blutfleckspecht, die auch dort leben.

## Geschichte und Nutzung
Im 18. und 19. Jahrhundert fanden die Maroons Zuflucht in der Region.
In einer Pufferzone, dem Übergangsgebiet dieses Reservats lebten im Jahr 2002 etwa 18.300 Einwohner in 498 Gemeinden. Sie arbeiten in der Forst- und Landwirtschaft (Kaffee, Kokosnuss und Kakao) in der Rinderzucht, im Bergbau (Nickel, Chrom, Eisen und Kobalt) und im Ökotourismus.
Aufgrund ähnlicher Umweltbedingungen und wegen Ressourcenmanagement gibt es eine Partnerschaft der Verwaltungen von Chuchillas del Toa mit dem des Biosphärenreservats Selva Lacandona im mexikanischen Bundesstaat Chiapas.